# Craig Switzer
Craig Switzer (né le 16 octobre 1984 à Peachland, province de la Colombie-Britannique) est un joueur professionnel canadien de hockey sur glace.

## Carrière de joueur
Il commence sa carrière junior avec les Eagles de Sicamous avec qui il remporte la ligue de hockey junior du Kootenay en 2002. Les Eagles comptent dans leur effectif le défenseur Shea Weber jusqu'en février. L'équipe décroche également la Coupe Cyclone Taylor du vainqueur du championnat junior B de la Colombie-Britannique puis la Coupe Keystone décernée au vainqueur du championnat junior B de l'Ouest canadien. Il se joint alors aux Silverbacks de Salmon Arm dans la Ligue de hockey de la Colombie-Britannique, de niveau junior A. Les Silverbacks s'inclinent en finale des séries éliminatoires de la Coupe Fred Page 2004 face aux Clippers de Nainaimo. Il est choisi en 2004 au cours du repêchage d'entrée dans la Ligue nationale de hockey par les Predators de Nashville en 9e ronde, en 275e position. Il rejoint le programme des Wildcats du New Hampshire dans le championnat NCAA. Il a été assistant-capitaine de Matt Fornataro lors de sa dernière année dans le Hockey East. Il passe professionnel en 2008 avec les Flames de Quad City dans la Ligue américaine de hockey. Assigné aux Everblades de la Floride, il joue un match avant d'être échangé le 4 novembre 2008 aux Jackals d'Elmira en retour de considérations futures. Le 14 août 2010, il est envoyé aux Wranglers de Las Vegas en retour des droits de Tim Spencer. Le 21 juin 2010, il s'engage aux Diables Rouges de Briançon. Un mois plus tard, en raison des difficultés financières rencontrées par le club, il est obligé de renoncer à son projet de rejoindre la Ligue Magnus et reste aux Wranglers.

## Trophées et honneurs personnels
Ligue de hockey de la Colombie-Britannique
- 2004 : nommé dans la première équipe d'étoiles de l'association intérieure.
- 2004 : nommé meilleur défenseur de l'association intérieure.

Hockey East
- 2007 : nommé dans l'équipe académique.
- 2008 : nommé dans la seconde équipe type.

## Statistiques
| Saison    | Équipe                    | Ligue          |    | Saison régulière | Saison régulière | Saison régulière | Saison régulière | Saison régulière |   | Séries éliminatoires | Séries éliminatoires | Séries éliminatoires | Séries éliminatoires | Séries éliminatoires |
| Saison    | Équipe                    | Ligue          | PJ | B                | A                | Pts              | Pun              | PJ               | B | A                    | Pts                  | Pun                  |                      |                      |
| 2001-2002 | Eagles de Sicamous        | KIJHL          |    |                  |                  |                  |                  |                  |   |                      |                      |                      |                      |                      |
| 2002-2003 | Silverbacks de Salmon Arm | LHCB           | 56 | 4                | 22               | 26               | 66               |                  |   |                      |                      |                      |                      |                      |
| 2003-2004 | Silverbacks de Salmon Arm | LHCB           | 57 | 14               | 40               | 54               | 117              | 14               | 0 | 12                   | 12                   | 16                   |                      |                      |
| 2004-2005 | Wildcats du New Hampshire | NCAA           | 41 | 1                | 13               | 14               | 22               |                  |   |                      |                      |                      |                      |                      |
| 2005-2006 | Wildcats du New Hampshire | NCAA           | 40 | 2                | 14               | 16               | 54               |                  |   |                      |                      |                      |                      |                      |
| 2006-2007 | Wildcats du New Hampshire | NCAA           | 39 | 3                | 14               | 17               | 50               |                  |   |                      |                      |                      |                      |                      |
| 2007-2008 | Wildcats du New Hampshire | NCAA           | 38 | 6                | 14               | 20               | 53               |                  |   |                      |                      |                      |                      |                      |
| 2008-2009 | Flames de Quad City       | LAH            | 2  | 0                | 0                | 0                | 0                | -                | - | -                    | -                    | -                    |                      |                      |
| 2008-2009 | Everblades de la Floride  | ECHL           | 1  | 0                | 0                | 0                | 0                | -                | - | -                    | -                    | -                    |                      |                      |
| 2008-2009 | Jackals d'Elmira          | ECHL           | 64 | 2                | 15               | 17               | 50               | 10               | 0 | 0                    | 0                    | 2                    |                      |                      |
| 2009-2010 | Wranglers de Las Vegas    | ECHL           | 71 | 7                | 25               | 32               | 64               | 5                | 0 | 2                    | 2                    | 2                    |                      |                      |
| 2010-2011 | Wranglers de Las Vegas    | ECHL           | 55 | 5                | 22               | 27               | 46               | 5                | 1 | 0                    | 1                    | 8                    |                      |                      |
| 2010-2011 | Rampage de San Antonio    | LAH            | 1  | 0                | 0                | 0                | 0                | -                | - | -                    | -                    | -                    |                      |                      |
| 2011-2012 | AaB Ishockey              | AL-Bank ligaen | 40 | 8                | 20               | 28               | 54               | 13               | 1 | 3                    | 4                    | 28                   |                      |                      |
| 2012-2013 | HC Innsbruck              | EBEL           | 50 | 2                | 10               | 12               | 28               | -                | - | -                    | -                    | -                    |                      |                      |
| 2013-2014 | HC Innsbruck              | EBEL           | 44 | 0                | 7                | 7                | 18               | -                | - | -                    | -                    | -                    |                      |                      |
| 2014-2015 | Nikko Icebucks            | Asia League    | 48 | 5                | 29               | 34               | 34               |                  |   |                      |                      |                      |                      |                      |